# Edmond Faral
Edmond Marie Louis Faral  (* 18. März 1882 in Médéa, Algerien; † 8. Februar 1958 in Paris) war ein französischer Romanist und Mediävist. Er lehrte lateinische Literatur des Mittelalters an der École pratique des hautes études und am Collège de France, dessen Leiter er von 1937 bis 1955 war.

## Leben und Werk
Faral besuchte die Schule in Algier und Paris (Lycée Henri IV). Als Jahrgangsbester bestand er 1903 die Aufnahmeprüfung für die École normale supérieure und bestand 1906 – wiederum als Bester seines Jahrgangs – die Agrégation de grammaire (Staatsprüfung für das höhere Lehramt). Von 1907 bis 1920 war er – unterbrochen vom Ersten Weltkrieg – Gymnasiallehrer am Lycée von Nantes, an der École Alsacienne und dem Lycée Voltaire in Paris. Er schloss 1910 das doctorat d’État mit den beiden Thèses Les Jongleurs en France au Moyen Âge und  Mimes français du XIIIe siècle. Contribution à l’histoire du théâtre comique au moyen âge ab. Im Ersten Weltkrieg diente er als Hauptmann der Infanterie, dann als chef de bataillon (Major) beim Generalstab. 
Von 1920 bis 1954 war er Directeur d’études (entspricht einem Professor) für lateinische Literatur des Mittelalters in der historisch-philologischen Sektion der École pratique des hautes études (EPHE) in Paris. Zudem wurde er 1925 zum Professor am Collège de France gewählt, das er von 1937 bis zu seinem Eintritt in den Ruhestand 1955 als Administrateur leitete. 1936 wurde er Mitglied der Académie des inscriptions et belles-lettres. Faral trug das Großkreuz der Ehrenlegion.

## Weitere Werke

### Monographien
- Les Jongleurs en France au Moyen Âge. 3. Auflage, Paris 1971 [1919]
- Mimes français du XIIIe siècle. Contribution à l’histoire du théâtre comique au moyen âge. 2. Auflage, Genf 1973 [1910]
- Recherches sur les sources latines des contes et romans courtois du Moyen Âge, Paris 1913, 1983
- Les Arts poétiques du XIIe et du XIIIe siècle. Recherches et documents sur la technique littéraire du moyen âge, Paris 1924, 1958; Genf/Paris 1982
- La Légende arthurienne. Études et documents, 3 Bde., Paris 1929, 1993
- La Chanson de Roland. Etude et analyse, Paris 1933
- Petite grammaire de l’ancien français, Paris 1941, 1953, 1993
- La Vie quotidienne au temps de Saint Louis, Paris 1942, 1956, 1978 (La vie quotidienne)
- Jean Buridan, maître ès arts de l’Université de Paris, in: Histoire littéraire de la France 28, 1950
- Guillaume de Digulleville, moine de Châalis, in: Histoire littéraire de la France 39, 1952

### Herausgebertätigkeit
- Courtois d’Arras. Jeu du XIIIe siècle, Paris 1911, 1922, 1980
- Gautier d’Aupais. Poème courtois du XIIIe siècle, Paris 1919, 1970
- (mit Léopold-Albert Constans [1891–1936]) Le Roman de Troie en prose, Paris 1922
- Ermold Le Noir. Poème sur Louis le Pieux et Epîtres au roi Pépin, Paris 1932, 1964
- Villehardouin, La Conquête de Constantinople, Paris 1939, 1961, 1973
- (mit Julia Bastin) Onze poèmes de Rutebeuf concernant la croisade, Paris 1946
- De Babione. Poème comique du XIIe siècle, Paris 1948
- (mit Julia Bastin) Œuvres complètes de Rutebeuf, 2 Bde., Paris 1959-1960, 1969, 1977-1985